# یعقوب الطراروه
یعقوب الطراروه (انگلیسی: Yaqoub Al-Tararwa؛ زادهٔ ۷ مارس ۱۹۹۴) بازیکن فوتبال اهل کویت است.
از باشگاه‌هایی که در آن بازی کرده‌است می‌توان به باشگاه ورزشی الکویت اشاره کرد.
وی همچنین در تیم‌های ملی فوتبال زیر ۲۳ سال کویت و کویت بازی کرده‌است.